# José Bento da Roza
José Bento da Roza (Rio de Janeiro (estado), 1 de outubro de 1808 – 21 de dezembro de 1879) foi um médico brasileiro.
Doutorado pela Academia Médico-Cirúrgica do Rio de Janeiro em 1831. Foi eleito membro da Academia Nacional de Medicina em 1835, com o número acadêmico 34, na presidência de Joaquim Cândido Soares de Meireles.